# Solonaima cedrivula
Solonaima cedrivula är en insektsart som beskrevs av Hoch 1988. Solonaima cedrivula ingår i släktet Solonaima och familjen kilstritar. Inga underarter finns listade i Catalogue of Life.